# Aero A-100
Aero A-100 byl československý jednomotorový dvoumístný dvouplošník, který sloužil nejen jako bombardér, ale též jako dálkový průzkumný letoun. Byl vyzbrojen dvěma kulomety a zadní střelec-pozorovatel obsluhoval kulometné dvojče. Po objednání druhé série letounů Aero A-100 podmínilo čs. Ministerstvo národní obrany další dodávky tohoto typu zabudováním zastaralého motoru „Asso“. Tyto letouny, označené jako A-101 však neměly kvalitu jako A-100, a tak byly prodány Španělsku, kde byly užity v občanské válce, a to paradoxně na obou stranách konfliktu. Po rozpadu Československa v březnu 1939 zůstalo na území Slovenské republiky 14 kusů tohoto stroje, které byly zařazeny do stavů Slovenských vzdušných zbraní k výcviku nových pilotů.

## Vznik a vývoj
Prudce se zhoršující mezinárodní politická situace ve třicátých letech 20. století donutila k modernizaci svého leteckého parku i československou armádu. V souladu s touto situací byl v roce 1932 ministerstvem národní obrany vyhlášen tender na nový moderní dálkový průzkumný a bombardovací stroj, tzv. "jednotného typu", který by nahradil zastaralá letadla A- 11, Š-16 a Aero AP-32. Dokumentaci odeslaly 4 firmy: Aero, Praga, Letov a Avia, podle níž byly na stavbu prototypů vybrány Aero A-100 a Praga BH-36 (E-36). Jelikož stroj firmy Praga nebyl dokončen včas, konkurz vyhrála firma Aero.
V době svého vzniku bylo Aero A-100 rychlé dvouplošné letadlo aerodynamického tvaru. Na veřejnosti byl dvojplošník poprvé předveden 10. září 1933 na leteckém dni v Praze, pilotovaný firemním pilotem Františkem Vnukem. V době svého představení na letecké přehlídce probíhaly závěrečné vojskové zkoušky, trvající od května 1933 do října 1933.
Mezi hlavní problémy nového letadla patřily vibrace trupu a to hlavně ocasních ploch a konců křídel. Problémy způsobovaly i letové vlastnosti po instalaci vojenského vybavení. Proto vydalo ministerstvo pokyn přepracovat stroj, přičemž byly překonstruovány konce křídel, ocasních ploch, byla prodloužena přední část trupu a jiné úpravy.
První objednávku od ministerstva dostala firma Aero 18. října 1933 v počtu 11 letadel A-100, přičemž armáda je přebírala od července do října 1934. Druhá objednávka v počtu 33 ks byla provedena armádou mezi lednem a květnem 1935.

## Operační nasazení
Kvůli své rychlosti byl A-100 používaný hlavně pro průzkumné účely a tak nejčastěji tvořil výzbroj průzkumných letek. Průzkumná verze mohla ve vzduchu vydržet až 5 hodin. Letadlo v bombardovací verzi uneslo 600 kg pum. Pod trupem byly 4 závěsníky pro pumy od 50 kg do 200 kg, přičemž v trupové pumovnici mohly být umístěny pumy do hmotnosti až 300 kg. Letadla se zúčastnila mobilizace v roce 1938 a sloužila k výcviku i ve vojenském leteckém učilišti v Prostějově.
Typ Aero A-101, odlišný od A-100 kromě motoru Asso i většími rozměry, byl prodán v počtu 28 kusů do republikánského Španělska, kde bojoval v občanské válce.

## Uživatelé
Československo
- Československé letectvo

 Slovensko

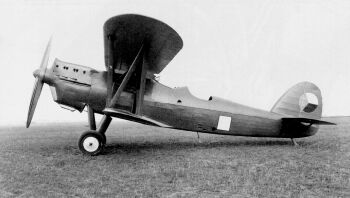
Aero A-100

- Slovenské vzdušné zbraně – po rozpadu Československa v roce 1939 zůstalo na slovenském území 14 kusů A-100, které byly pak využívány k výcviku pilotů.

 Německo
- Luftwaffe

## Popis konstrukce

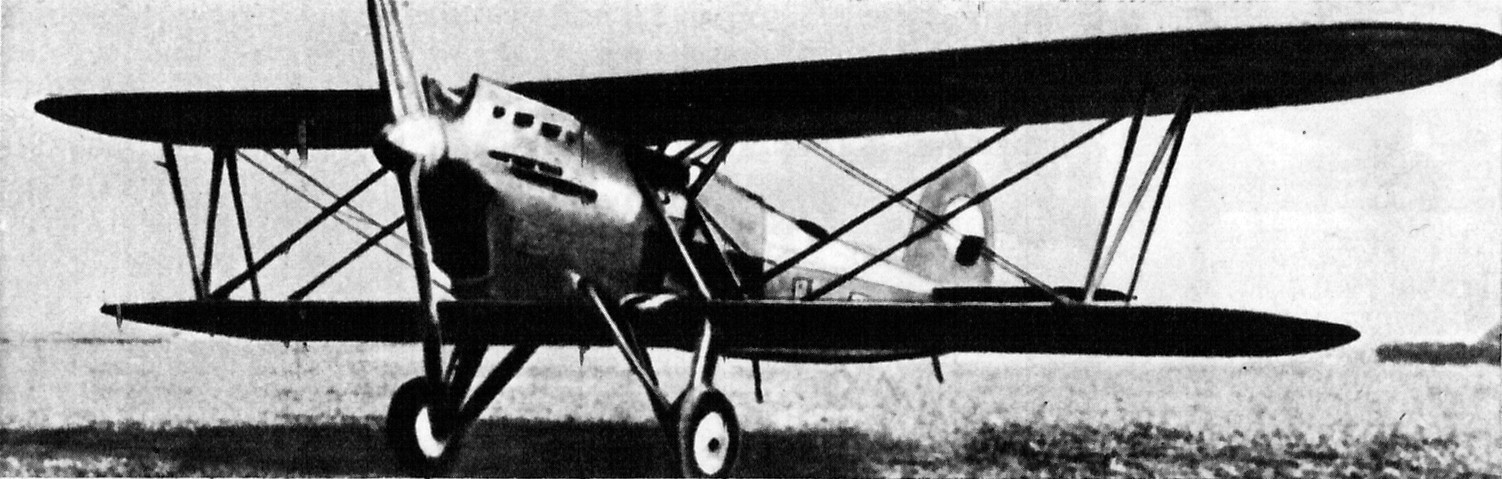
Aero A-100

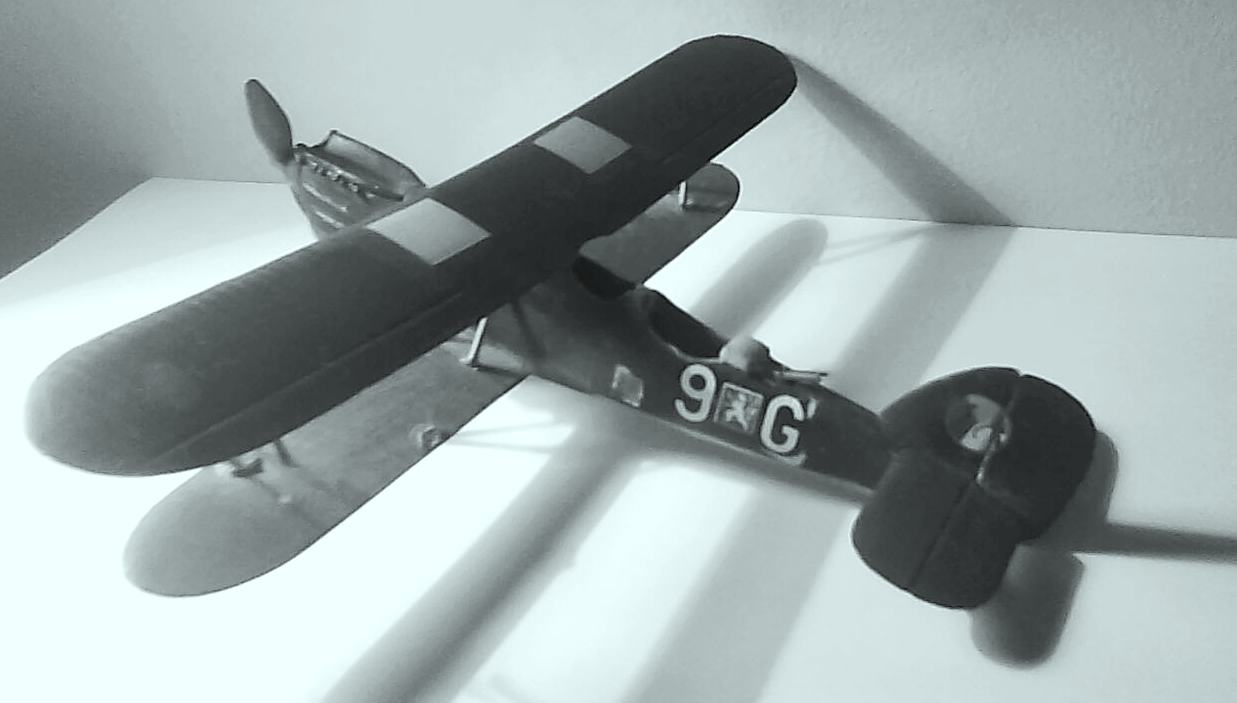
Model letounu Aero A-100

Stroj A-100 byl dvoumístný dálkový průzkumný a bombardovací dvouplošník smíšené konstrukce s pevným podvozkem. Trup příhradové konstrukce byl svařený z ocelových trubek a na tuto konstrukci byla upevněna tvarová karoserie s eliptickým průřezem. Přední část trupu kryly duralové panely a zbytek byl potažený plátnem. Křídla byla dvounosníková, klasické dřevěné konstrukce potažené plátnem. Vyvážená křidélka kovové konstrukce a plátěným potahem byla umístěna pouze na horním křídle. Mezikřídelní vzpěry byly tvořeny ocelovými trubkami s profilovaným zákrytem. Vnitřní výztuhy křídel tvořila dvojitá profilovaná lana, později profilované dráty firmy Avia. Ocasní plochy měly kostru svařenou z ocelových trubek a byly potaženy plátnem. Podvozek s koly o průměru 800 x 160 mm byl vybaven brzdami Dunlop. Ostrohu tvořila ocelová trubka s vyměnitelnou patkou. Pohonnou jednotkou byl vodou chlazený vidlicový dvanáctiválec Avia Hispano Suiza Vr. 36, který měl objem 36, 05 l a výkon 544 kW při 2 100 ot./min. Motor byl vybaven reduktorem na vrtuli s převodem 1:2. Palivo tvořila směs benzínu a benzolu v poměru 70:30. Okovaná vrtule Aero měla průměr 3,95 m.
V dálkové průzkumné verzi bylo letadlo vyzbrojené 4 kulomety. Za motorem na obou stranách trupu byly 2 synchronizované kulomety vz. 29 ráže 7,92 mm ovládané pilotem. Pozorovatel ovládal dvojitý otočný kulomet vz. 30, ráže 7,92 mm, který byl instalován na vysouvatelné kulometné lafetě Šu-31 firmy Škoda. Každý kulomet měl zásobu nábojů v osmi zásobnících po 70 ks.

## Specifikace

### Technické údaje
- Posádka: 2
- Délka: 11,08 m
- Rozpětí: 14,70 m
- Výška: 3,6 m
- Nosná plocha: 44,3 m²
- Hmotnost prázdného letounu: 2 040 kg
- Vzletová hmotnost: 3 220 kg
- Maximální vzletová hmotnost: 7 646 kg
- Pohonná jednotka: 1 × vodou chlazený dvanáctiválec Avia Vr. 36 o objemu 36,05 l a výkonu 478 kW (544 kW při 2 100 ot ./min .

### Výkony
- Maximální rychlost: 260 km/h
- Cestovní rychlost: 230 km/h
- Dolet: 900 km
- Dostup: 6 500 m
- Stoupavost: 4,2 m/s
- Plošné zatížení: 73 kg/m²

### Výzbroj
- 2 × kulomet vz. 29 ráže 7,92 mm
- Dvojitý kulomet vz. 30 ráže 7,92 mm
- 600 kg pum